# تاجر ونیزی

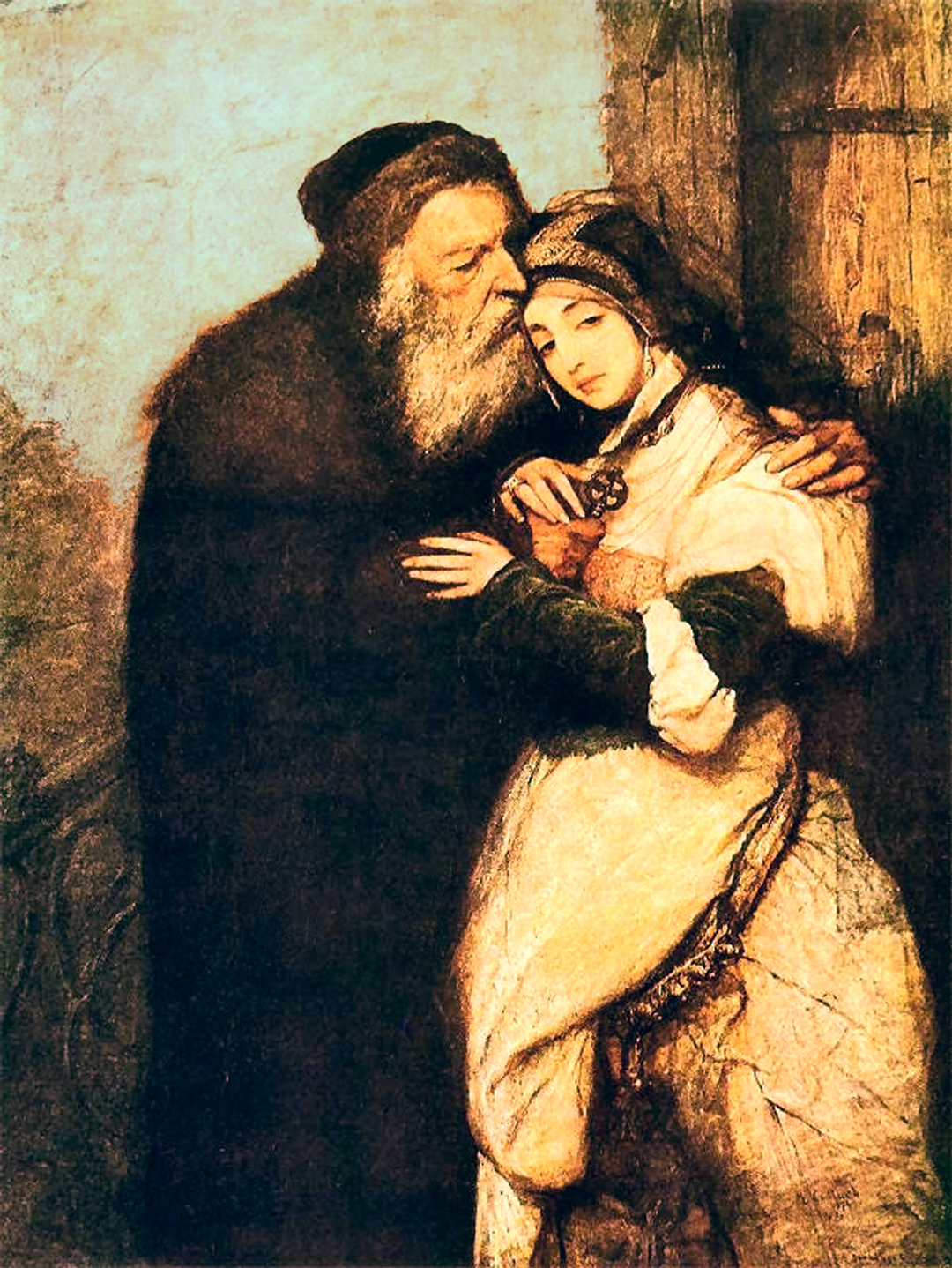
شایلاک و دخترش جسیکا؛ اثر ماوریتزی گاتلیب (۱۸۷۶)

تاجر ونیزی یا داستان شورانگیز بازرگان وندیکی نمایشنامه ای کمدی اثر ویلیام شکسپیر است که در حدود سال‌های ۱۵۹۴–۱۵۹۶ نوشته شده‌است. این اثر به صورت یک کمدی رمانتیک است و به خاطر صحنه‌های دراماتیک آن معروف است. همچنین شهرت دیگر این اثر به خاطر شخصیت یهودیِ این داستان (شایلاک) که یک رباخوار است و بی‌رحمی بیش از حد او نسبت به شخصیت اصلی داستان آنتونیو تاجر است، می‌باشد. در این نمایشنامه مسائلی از قبیل تقابل خرد مردانه و زنانه، وجود یا عدم وجود حق انتخاب برای دختران، نکوهش و پذیرش رباخواری و… به چشم می‌خورد.

## مآخذ نمایش‌نامه
داستان‌های مختلفی که استخوان‌بندی این نمایش‌نامه را شکل می‌دهند از مآخذ متنوعی گرفته شده‌اند:
- موضوع «سند قرضه یا یک پوند گوشت» داستانی عامیانه است احتمالاً با منشأ شرقی.
- نزدیک‌ترین مورد مشابه کل نمایش‌نامه رمانی کوتاه به زبان ایتالیایی است به نام ایل پکارون اثر جووانی فیورنتینو که در سال ۱۳۷۸ میلادی نوشته شده‌است. این کتاب دارای بخش‌هایی دربارهٔ دلبری و معاشقه، یهودی غاصب و زن نوعروس در لباس وکیل است.
- موضوع «جعبه بخت» نیز دارای منشأ شرقی است که در زمان شکسپیر به ایتالیایی و انگلیسی شناخته شده بوده‌است. اما در این زمینه، موردی که شباهت بیشتری به این نمایش‌نامه شکسپیر دارد کتاب جستا رومانورام نام دارد که مجموعه معروفی است از داستان‌های پند و موعظه قرون وسطایی.
- موضوع ازدواج مخفی (لورنزو و جسیکا) نیز مشابه‌های متعددی دارد، که جالب توجه‌ترین آن‌ها در رمان کوتاهی به نام ماسوکیو دی سالرنو به چشم می‌خورد.
- امّا نزدیک‌ترین و قدیمی‌ترین داستان موجود که به داستان تاجر ونیزی شباهت زیادی دارد، داستانی‌ست که آن را به بهلول دانا، بغداد، سال ۶۰۰ میلادی نسبت می‌دهند[۱]

## شخصیت‌های نمایش
این نمایش در پنج پرده تدوین شده و دارای هجده شخصیت و تعدادی سیاهی لشکر است. شخصیت‌های اصلی نمایش‌نامه عبارت‌اند از:
- شایلاک: شایلاک یک رباخوار یهودی است که بسیار ثروتمند و پدر جسیکا است.
- پورتیا: در قسمت اول نمایش‌نامه تا مدتی که محکوم به اطاعت از وصیت‌نامه پدرش دربارهٔ صندوقچه‌ها است نقش مهمی ندارد، اما در صحنه دادگاه خصائل اصلی او ناگهان هویدا می‌شود.
- آنتونیو: آنتونیو از برخی جهات یکی از قهرمانان داستان به‌شمار می‌رود، زیرا گذشته از اینکه نمایش‌نامه به نام اوست و باآن‌که فعالیت او در داستان زیاد نیست، به عنوان نمونه عالی فداکاری در راه دوستی معرفی شده که از خوشی دیگران شاد است و موفقیت بسانیو و پورشیا دو قهرمان دیگر داستان بستگی به او دارد.
- بسانیو: نقش اساسی او در داستان صندوقچه و اینکه عامل اصلی قرض گرفتن از شایلاک در واقع بسانیو بوده، او را به یکی از شخصیت‌های اصلی داستان تبدیل کرده‌‌است.
- دوک ونیز
- نریسا
- گراتیانو
- لورنزو
- جسیکا
- سالانیو
- سالارینو
- ساله ریو
- توبال
- شاهزادهٔ مراکش
- شاهزادهٔ آراگون
- لانسلوت گوبو
- گوبوی پیر
- لئوناردو
- بزرگان ونیز، مأموران دادگاه شهر، زندانبان، خدمتکاران پورتیا.

## محل وقوع حوادث نمایش‌نامه
ونیز و اقامتگاه پورتیا در بلمونت.

### خلاصه‌ای از نمایش‌نامه
تاجر ونیزی از تلفیق دو داستان اصلی و دو داستان فرعی دیگر به وجود آمده‌است. یکی از دو داستان، مربوط به قرضی است که آنتونیو تاجر ونیزی برای کمک به دوست خود بسانیو و تهیه مقدمات خواستگاری و عروسی وی با دختری به نام پورشیا از یک رباخوار یهودی (شایلاک) می‌گیرد. آنتونیو به یهودیان علاقه زیادی ندارد و جملات یهودستیزانه‌ای بر زبان میاورد. عادت آنتونیو در وام دادن بدون سود باعث می‌شود که شایلاک مجبور شود سود کمتری درخواست کند. شایلاک در نهایت راضی می‌شود که وام را با سود کم بدهد ولیکن تنها به شرطی حاضر می‌شود که اینکار را انجام دهد که آنتونیو سندی به او بدهد که در صورت عدم امکان در پرداخت آن در موعد مقرر مقداری از گوشت بدن خود را، از هر قسمتی که طلبکار مایل باشد، به عنوان جریمه به او بدهد. بسانیو به آنتونیو می‌گوید که چنین شرط خطرناکی را قبول نکند ولیکن آنتونیو قرارداد را امضا می‌کند.
بسانیو به بلمونت برای ازدواج با پورشیا می‌رود. پدر پورشیا از دنیا رفته‌است و وصیتی از خود به جای گذاشته‌است که هر کسی سبد درست را از سه سبد باقی گذاشته انتخاب کند دختر او را به همسری خواهد برد. اولین خواستگار شاهزادهٔ مراکشی است که سبد طلا را انتخاب می‌کند. خواستگار دوم شاهزادهٔ آراگون سبد نقره‌ای را انتخاب می‌کند. آخرین خواستگار بسانیو است که پورشیا برای او آرزوی موفقیت می‌کند زیرا او را قبلاً ملاقات کرده‌است. بسانیو سبد سربی را انتخاب می‌کند و موفق می‌شود با پورشیا ازدواج کند.
در همین زمان در ونیز، کشتیهای آنتونیو در دریا گم شدند و تاجر ونیزی نمی‌تواند قرض خود را بازپس دهد. شایلاک یهودی مصمم است که قرض را از او پس بگیرد زیرا به خاطر اینکه دخترش جسیکا با یک مسیحی ازدواج کرده و مسیحی شده‌است از مسیحیان متنفر است. شایلاک آنتونیو را به دادگاه می‌برد. در بلمونت بسانیو نامه‌ای دریافت می‌کند که خبر دستگیر شدن آنتونیو به خاطر قرض شایلاک را به او می‌دهد. بسانیو به همراه پورشیا به سمت ونیز حرکت می‌کند تا به کمک پولی که از پورشیا گرفته‌است قرض شایلاک را بازپس دهد. اوج داستان در دادگاه دوک ونیز صورت می‌گیرد که در آن شایلاک حاضر نمی‌شود مبلغ ۶۰۰۰ دوکات را که دوبرابر مقدار قرض داده شده‌است قبول کند. او در عوض مایل به گرفتن گوشت آنتونیو است. دوک ونیز که دلش نمی‌خواهد اینکار را انجام بدهد از یک غریبه درخواست کمک می‌کند. این غریبه بالتازار وکیل پورشیا است. بالتازار به شایلاک می‌گوید که رحم داشته باشد ولیکن شایلاک با اصرار درخواست گوشت آنتونیو را می‌کند. دادگاه مجبور می‌شود که به شایلاک اجازه اینکار را بدهد و شایلاک به سراغ چاقوی خود می‌رود. در این هنگام پورشیا اعتراض می‌کند و می‌گوید که قرارداد تنها به شایلاک اجازه گرفتن یک تکه گوشت آنتونیو و نه خون او را می‌دهد. از این رو اگر شایلاک قطره‌ای از خون آنتونیو را بریزد بر اساس قانون باید مجازات شود. شایلاک شکست خورده و درخواست می‌کند که سه برابر مبلغ قرض به او داده شود. پورشیا این درخواست را رد می‌کند و اشاره به قانونی می‌کند که بر اساس آن چون شایلاک که یک غریبه و یک یهودی است تلاش کرده‌است که جان یک شهروند را بگیرد باید نیمی از ثروت خود را به دولت و نیمی را به آنتونیو داده و زندگی او در دست دوک باشد. دوک جان شایلاک را می‌بخشد.آنتونیو درخواست می‌کند که نیمی از ثروت شایلاک به لورنزو و جسیکا داده شود. به درخواست آنتونیو، دوک نیمی دیگر از ثروت را که سهم دولت است می‌بخشد به شرطی که شایلاک مسیحی شود.
در این نمایش‌نامه دو داستان فرعی دیگر نیز وجود دارد که یکی از آن‌ها فرار دختر یهودی با مقداری جواهر و پول متعلق به او و ازدواج با یک جوان مسیحی است و دیگر موضوع اصرار وکیل در گرفتن انگشتری نامزدی از موکل خود به عنوان پاداش است که منجر به صحنه‌های خنده‌آور اختلاف و مشاجره ظاهری بین دو عروس و دو داماد می‌شود.

## یهودستیزی

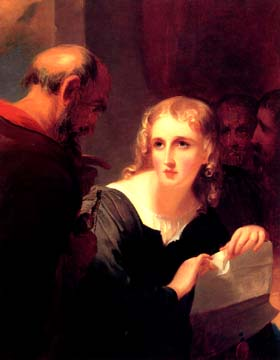
نقاشی از تاجر ونیزی در این رمان

نمایش تاجر ونیزی نمایش پرطرفداری است ولی بسیاری از قسمت‌های آن امروزه ممکن است یهودستیزانه به نظر برسد. شخصیت شایلاک به عنوان شخصیت بد داستان به صورت یک فرد یهودی ظاهر می‌شود. بر اساس قانون انگلستان در سال ۱۲۹۰ تحت سلطه ادوارد اول تمامی یهودیان از انگلستان اخراج شده و تا سال ۱۶۵۶ اجازه ساکن شدن مجدد در انگلستان را تحت سلطه اولیور کرامول پیدا نکردند. در ونیز یهودیان مجبور بودند کلاه قرمز رنگی به سر بگذارند که به آسانی شناسایی شوند و شبها در محله یهودی که توسط سربازان مسیحی محافظت می‌شد باقی بمانند. در انگلستان معمولاً یهودیان به صورت شرقی با موهای فرفری و بینی قلاب مانند تصویر شده و همیشه به صورت رباخواران بدجنسی بودند. نمایش‌نامه یهودی مالت نوشته کریستوفر مارلو یک نمونه از چنین تصویری است. نمایش تاجر ونیزی شکسپیر نیز دید مشابهی در مورد یهودیان دارد. شکسپیر در این نمایش محبت و بخشش شخصیت‌های مسیحی را در برابر خساست و لجبازی شخصیت یهودی قرار می‌دهد. ممکن است گرویدن اجباری شایلاک به مسیحیت در این نمایش‌نامه برای ایجاد یک پایان خوش برای تماشاچیان مسیحی اضافه شده باشد. با این وجود این نمایش‌نامه همیشه توسط یهودستیزان مورد استفاده قرار گرفته‌است. آلمان نازی به نمایش تاجر ونیزی بسیار علاقه‌مند بود. بعد از کریستالناخت در سال ۱۹۳۸ نمایش تاجر ونیزی در تمامی رادیوهای آلمان پخش شد.

## نمایش بر روی صحنه
از قرن ۱۹ به بعد معمولاً بازیگران با شخصیت شایلاک نوعی همدردی برقرار کردند. تا قبل از قرن ۱۹ معمولاً شخصیت شایلاک به صورت یک هیولا یا یک دلقک تصویر می‌شد؛ ولیکن از این زمان به بعد تمامی بازیگرانی که این شخصیت را تصویر کردند آن را همدردانه نشان دادند.